# Chantal Demming
Chantal Demming (Baarn, 5 febbraio 1978) è un'attrice olandese.

## Biografia
Ultima nata di tre figli, fin dalla tenera età si è dedicata al canto e alla recitazione. Durante la scuola superiore a Hilversum, cominciò a recitare in teatro. Dopo aver studiato psicologia, fece un provino nella Lucas Borkel Acteursschool ad Amsterdam e riuscì ad entrare nella scuola.
Ha interpretato ruoli da protagonista in Two Hearts One Pulse, in Lilith di Stephan Brenninkmeijer e altri cortometraggi. Nel 2010 era in teatro con Gevallen Engelen di Noël Coward. Nel 2011 interpreta il ruolo della protagonista Stella nel film drammatico Caged.

## Filmografia
- Caged, regia di Stephan Brenninkmeijer (2011)
- Wij willen meer (2010)
- Lilith, regia di Stephan Brenninkmeijer (cortometraggio, 2009)
- Two Hearts One Pulse, regia di Altin Kaftira e Tal Mor (cortometraggio, 2008)
- Het leven uit een dag, regia di A.F.Th. van der Heijden (2008)
- Dennis P., regia di Pieter Kuijpers (2006)